# アメリカ合衆国における人体実験
このアメリカ合衆国における人体実験の項目では、アメリカ合衆国における非倫理的または同意のないまたは違法な人体実験について記述する。

## 実例

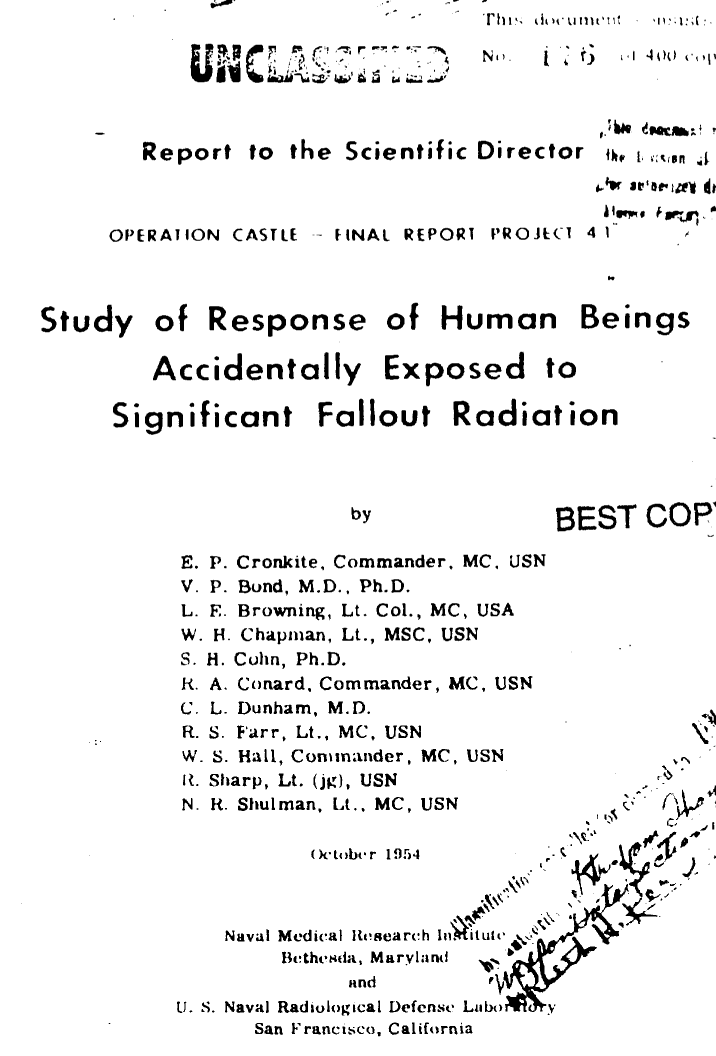
マーシャル諸島の住民に対し、核実験による放射性降下物の影響を調査した1954年の:en:Project 4.1最終報告書の表紙

- 1945-47年、原爆開発のマンハッタン計画の一環として、プルトニウムの毒性や体への吸収率を調べるための人体実験が行われていた。コード番号「CAL1」が付されたアルバート・スティーブンス（当時58歳）は、サンフランシスコの病院で「胃がんで余命半年」と診断され、1945年5月、本人に無断で大量のプルトニウムを注入された。4日後、胃の3分の2と肝臓を切除する大手術を受け、患部は研究材料として持ち去られた。本人は1966年1月まで生き79歳で死亡、1975年、その遺灰は残存放射能を調べるためシカゴのアルゴンヌ国立研究所に送られた。ニューメキシコ州の地方紙アルバカーキー・トリビューンのアイリーン・ウエルサム記者が1987年に知り、6年がかりで被験者18人のうち5人を突き止め、1993年11月に報じた[1]。

- 1950年代-60年代　MKウルトラ計画

- 1971年8月　スタンフォード監獄実験

- ロサンゼルス・タイムズは、1950年代から72年ごろまで、核戦争勃発を想定した被曝兵士の継戦能力を調べる目的で、シンシナティ大学の研究者が治療費を払えないがん患者80人余に大量の放射線を浴びせる実験を行ったと1994年に報じた。当時、25レム(=250ミリシーベルト)以上の照射は骨髄に危険と考えられたが、一部の患者にはこの10倍も照射され、アメリカ国防総省への実験報告に「実験で8人の死期が早まった可能性がある」「200レム(=2000ミリシーベルト)までの被曝線量であれば継戦能力はかなり維持できる」と記されたという[1]。同紙の2007年の報道によると、Eugene Saenger博士は、1960-71年、アメリカ国防総省の予算を得て、シンシナティ大学医療センターで、90人以上の貧しい黒色アメリカ人に対し全身放射線実験を行った。彼は同意書を偽造し、本人たちに知らせないまま100ラド(1000ミリシーベルトに相当)の放射線を照射した。その結果、激痛、吐き気、鼻や耳からの出血をもたらし、8～20人がこれにより死亡した[2]。

### その他
国内
- Operation Top Hat（英語版） - 化学兵器対処実験
- ホルムズバーグ刑務所（英語版） - ダイオキシンや除草剤の人体への影響を確認する実験が行われた。
- プロジェクト・アーティチョーク（英語版） ‐ CIAなどによる、自白剤や催眠術による情報引き出し、洗脳による兵士の行動制御などについて。
- Edgewood Arsenal human experiments（英語版） - 化学兵器への対処についての人体実験。

国外
- タスキギー梅毒実験(タスキギー実験)、グアテマラ人体実験
- 原水林鄉美軍營養工作站（中国語版） - 第二次世界大戦後の台湾で人口牛乳の妊婦と胎児への影響を調べた実験所。

## 関連文献
- アルバカーキー・トリビューン編、広瀬隆訳・解説『プルトニウム人体実験 : マンハッタン計画』小学館、1994年12月　ISBN 4-09-389451-5
- ハービー・ワインスタイン著、苫米地英人訳『CIA洗脳実験室 : 父は人体実験の犠牲になった』（原題: Psychiatry and the CIA）デジタルハリウッド出版局、駿台社 (発売)、2000年4月　ISBN 4-925140-18-3
- 河井智康訳著『原爆開発における人体実験の実相 : 米政府調査報告を読む』新日本出版社、2003年8月　ISBN 4-406-03016-6
- マッド・アマノ『リトルボーイとファットマン : パロディ絵本 : 原爆投下は人体実験だった…悪魔は誰?』七つ森書館、2005年7月　ISBN 4-8228-0503-4